# جون إدي
جون إدي (بالإنجليزية: John Edie)‏ هو مهندس مدني ومهندس وسياسي نيوزلندي، ولد في 1856، وتوفي في 7 يونيو 1928. انتخب عضو مجلس النواب النيوزيلندي.